# Jesús (Baleares)
Jesús es un núcleo de población y parroquia de las Islas Baleares (España), perteneciente al término municipal de Santa Eulalia del Río, población de la que se encuentra a 10 km.

## Historia

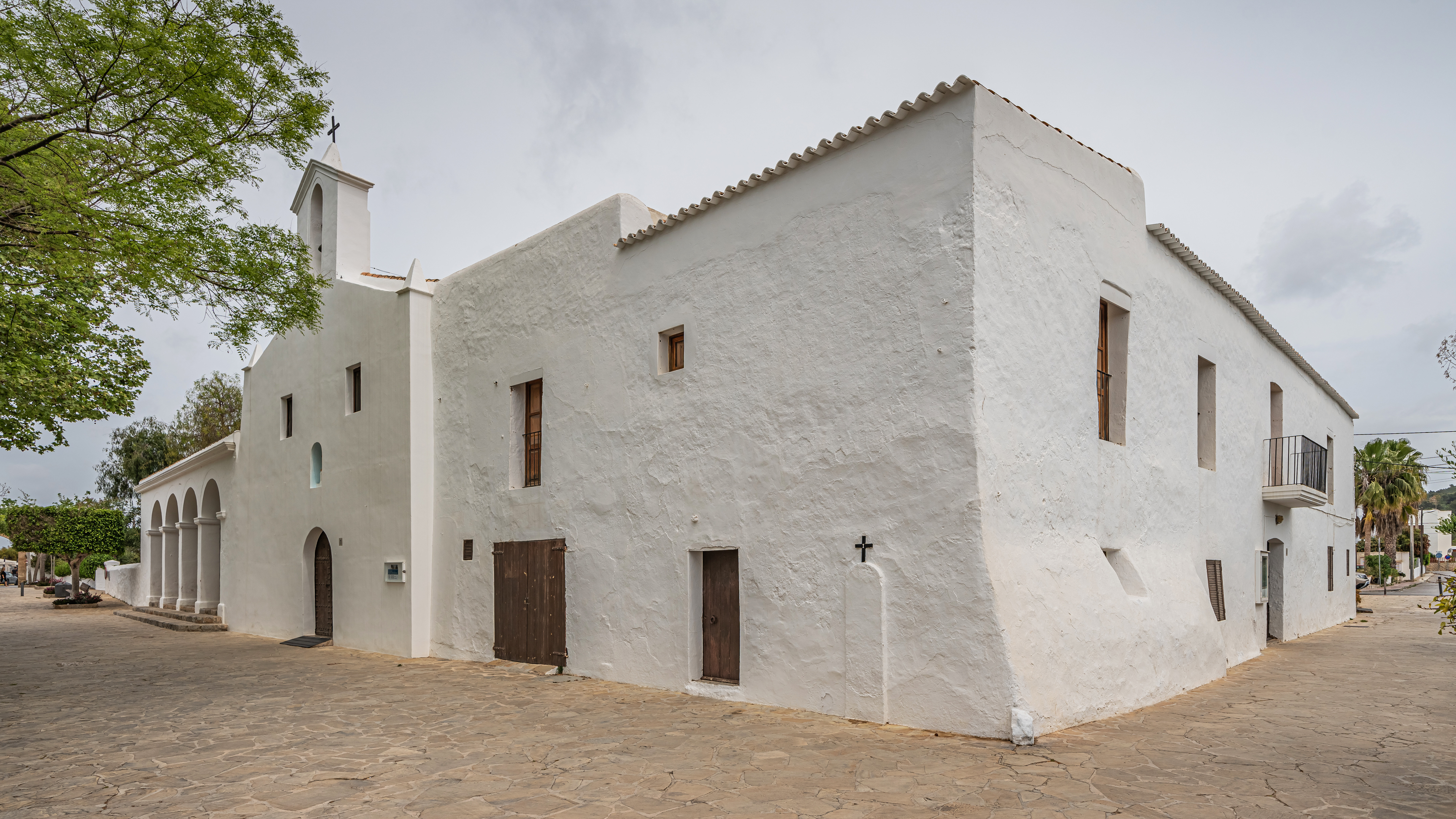
Iglesia de Nuestra Señora de Jesús

El pueblo de Jesús se formó alrededor de la pequeña iglesia construida por los franciscanos en el siglo XV y que fue ampliándose paulatinamente hasta llegar a su estado actual. La iglesia era utilizada para el culto por las personas del mar residentes fuera de las murallas de la ciudad de Ibiza. En el año 1785 fue elevada a la categoría de parroquia por el primer obispo de Ibiza, Manuel Abad y Lasierra.
La iglesia conserva un retablo que se atribuye al taller de los pintores valencianos Rodrigo de Osona y sus hijos Francisco y Jerónimo, el cual está considerado una joya del conocido como estilo internacional de transición entre la pintura gótica y la renacentista. Consta de 25 tablas diferentes, siendo la central la que representa una Virgen de la Buena Leche. A su alrededor aparecen las imágenes de San Pedro, San Marcos, San Juan Bautista o San Francisco de Asís. En la predela, otras tablas más pequeñas representan los Siete Misterios de la Virgen, mientras en el guardapolvos están representados San Onofre, San Sebastián, San Bernardo, San Roque y otros.
Jesús tiene una población de 5.209 habitantes censados (2009), 2686 varones y 2523 mujeres.